# Ganzlin
Ganzlin ist eine Gemeinde im Osten des Landkreises Ludwigslust-Parchim in Mecklenburg-Vorpommern (Deutschland). Sie wird vom Amt Plau am See verwaltet.

## Geografie
Die Gemeinde liegt 25 km nördlich von Pritzwalk und 7,5 km südlich von Plau am See. Am nordöstlichen Rand des Gemeindegebietes liegt der Plauer See (Mecklenburg). Große Teile der Gemarkung sind bewaldet, so existiert im Osten das Ganzliner Holz, dessen Anhöhen den tiefsten Punkt der Gemeinde am Plauer See deutlich überragen. Der Buchberg mit 118,3 m ü. NHN ist der höchste Punkt innerhalb des Gemeindegebietes. Westlich des Ortes Ganzlin liegt ein Feuchtgebiet mit ehemaligen Torfstichen, in dem der Gehlsbach entspringt.
Ortsteile der alten Gemeinde Ganzlin waren Dresenow, Dresenower Mühle, Ganzlin und Twietfort. Seit der Neugründung der Gemeinde zum 25. Mai 2014 sind außerdem Gnevsdorf, Hof Retzow, Klein Dammerow, Retzow, Tönchow, Wangelin und Wendisch Priborn Ortsteile von Ganzlin.

## Geschichte
Ganzlin wurde erstmals 1346 in einer Verkaufsurkunde urkundlich erwähnt. Der Name ist slawischen Ursprung und bezieht sich vermutlich auf den Personennamen Gasla, so dass Gaselin, das Dorf des Gasla bedeutet. Der Adlige Iwan von Below verkaufte das Dorf Ganzlin an das Kloster Stepenitz.
Die Kirche brannte Anfang des 20. Jahrhunderts ab, wurde aber bereits 1903 wieder aufgebaut.
Zwischen Retzow und Wangelin lag das mittelalterliche Dorf Gorgelin. Seine Kirche hatte Filialkirchen in Retzow und Gnevsdorf. Durch die Pest fiel Gorgelin im 15. Jahrhundert wüst. Der Kirchenschlüssel wird im Staatlichen Museum Schwerin verwahrt.
Dammerow wurde 1700 als landesherrliche Domäne aufgeführt.
Beim Kriegsende in Südmecklenburg (1945) zog ein Regiment der Roten Armee durch Ganzlin. Ein (noch erhaltenes) Bauernhaus diente dem Kommandeur als Quartier.
Zum 25. Mai 2014 fusionierte Ganzlin mit Buchberg und Wendisch Priborn zur neuen Gemeinde Ganzlin.

## Bevölkerung
| Jahr | Einwohner |
| ---- | --------- |
| 1990 | 0572      |
| 1995 | 0580      |
| 2000 | 0615      |
| 2005 | 0579      |
| 2010 | 0524      |
| 2015 | 1450      |

| Jahr | Einwohner |
| ---- | --------- |
| 2020 | 1419      |
| 2021 | 1404      |
| 2022 | 1394      |
| 2023 | 1402      |

 Stand: 31. Dezember des jeweiligen Jahres
Der Anstieg 2015 ist auf die Fusion mit Buchberg und Wendisch Priborn im Jahr 2014 zurückzuführen.

## Politik

### Gemeindevertretung
Die Gemeindevertretung von Ganzlin besteht aus 10 Mitgliedern. Die Kommunalwahl am 9. Juni 2024 führte bei einer Wahlbeteiligung von 68,9 % zu folgendem Ergebnis:
| Partei / Wählergruppe                                                            | Stimmenanteil 2019 | Sitze 2019 |  | Stimmenanteil 2024 | Sitze 2024 |
| -------------------------------------------------------------------------------- | ------------------ | ---------- |  | ------------------ | ---------- |
| Unabhängiges Bürgerforum Ganzlin (UBfG)                                          | 16,3 %             | 2          |  | 40,4 %             | 4          |
| CDU                                                                              | 40,6 %             | 4          |  | 28,8 %             | 3          |
| Ganzliner Bürger für Transparenz, Solidarität, Vernunft und Gerechtigkeit (TSVG) | –                  | –          |  | 16,4 %             | 2          |
| Wir leben Demokratie (WLD)                                                       | 13,3 %             | 1          |  | 09,7 %             | 1          |
| Einzelbewerberin Katrin Hahn                                                     | –                  | –          |  | 04,7 %             | –          |
| SPD                                                                              | 20,2 %             | 2          |  | –                  | –          |
| Aktiv Agil Außergewöhnlich (AAA)                                                 | 09,5 %             | 1          |  | –                  | –          |
| Insgesamt                                                                        | 100 %              | 10         |  | 100 %              | 10         |

### Bürgermeister
- seit 2014: Jens Tiemer (CDU)

Bei der Bürgermeisterwahl am 26. Mai 2019 wurde Tiemer mit 61,2 % der gültigen Stimmen wiedergewählt. Bei der Bürgermeisterstichwahl am 23. Juni 2024 wurde er mit 56,1 % der gültigen Stimmen in seinem Amt bestätigt. Seine Amtszeit beträgt fünf Jahre.

### Wappen, Flagge, Dienstsiegel
Die Gemeinde verfügt über kein amtlich genehmigtes Hoheitszeichen, weder Wappen noch Flagge. Als Dienstsiegel wird das kleine Landessiegel mit dem Wappenbild des Landesteils Mecklenburg geführt. Es zeigt einen hersehenden Stierkopf mit abgerissenem Halsfell und Krone und der Umschrift „GEMEINDE GANZLIN“.

## Sehenswürdigkeiten und Kultur
- Urdolmen von Twietfort
- Neugotische Kirche in Ganzlin
- Alte Brennerei
- Fachwerkkirche in Retzow aus dem 17. Jahrhundert; Altaraufsatz und Kanzel aus dem 16. Jahrhundert
- neugotische Backsteinkirche in Gnevsdorf von 1897 nach Plänen von Gotthilf Ludwig Möckel; Schnitzaltar aus dem 16. Jahrhundert
- Lehmmuseum Gnevsdorf
- Fachwerkkirche Retzow
- Gutshaus in Klein Dammerow, als Pächterhaus der Landesdomäne 1893 gebaut
- Naturschutzgebiet Wangeliner See
- Naturschutzgebiet Marienfließ
- Gutspark Tönchow[12][13]

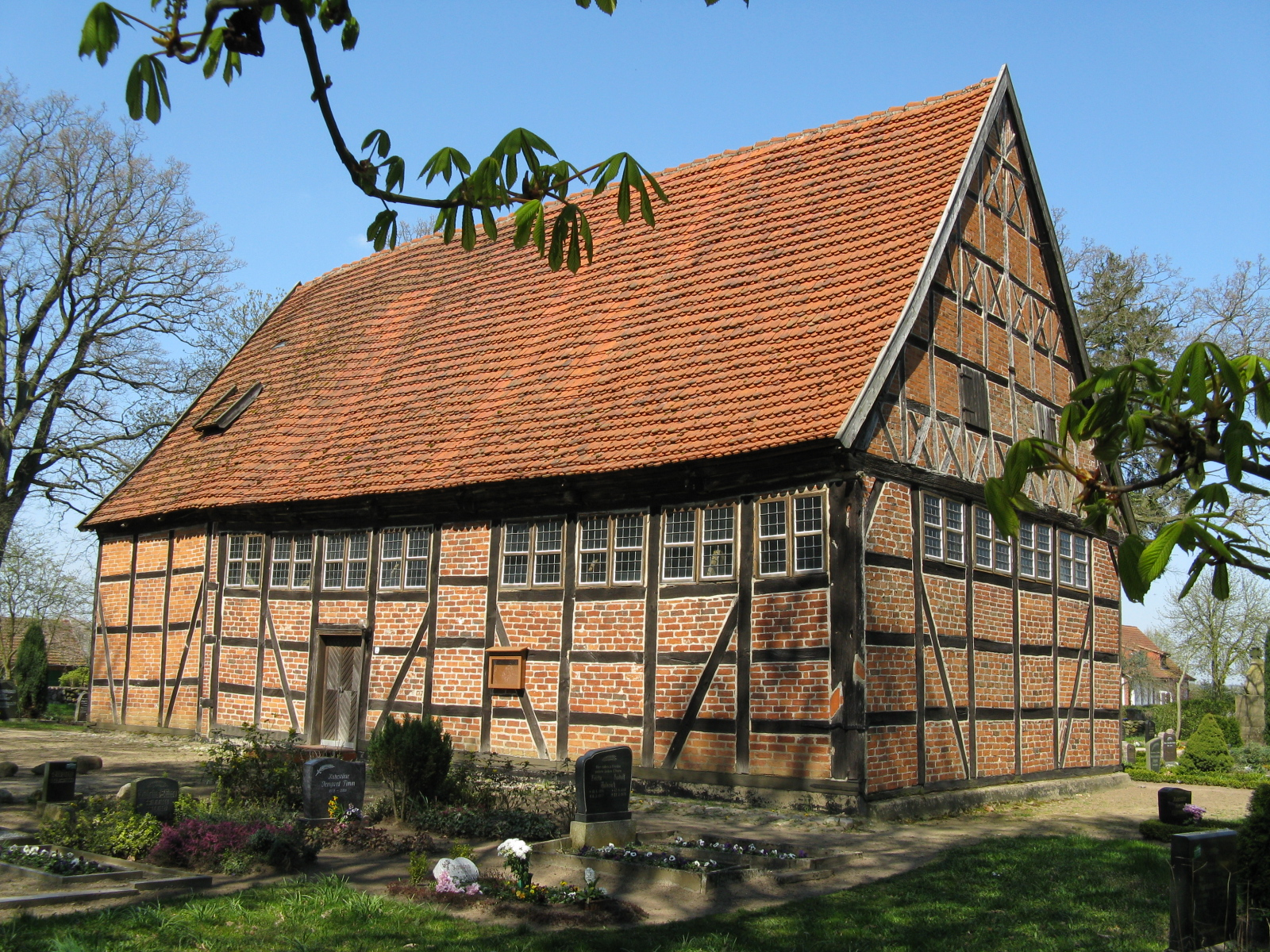
Retzower Kirche
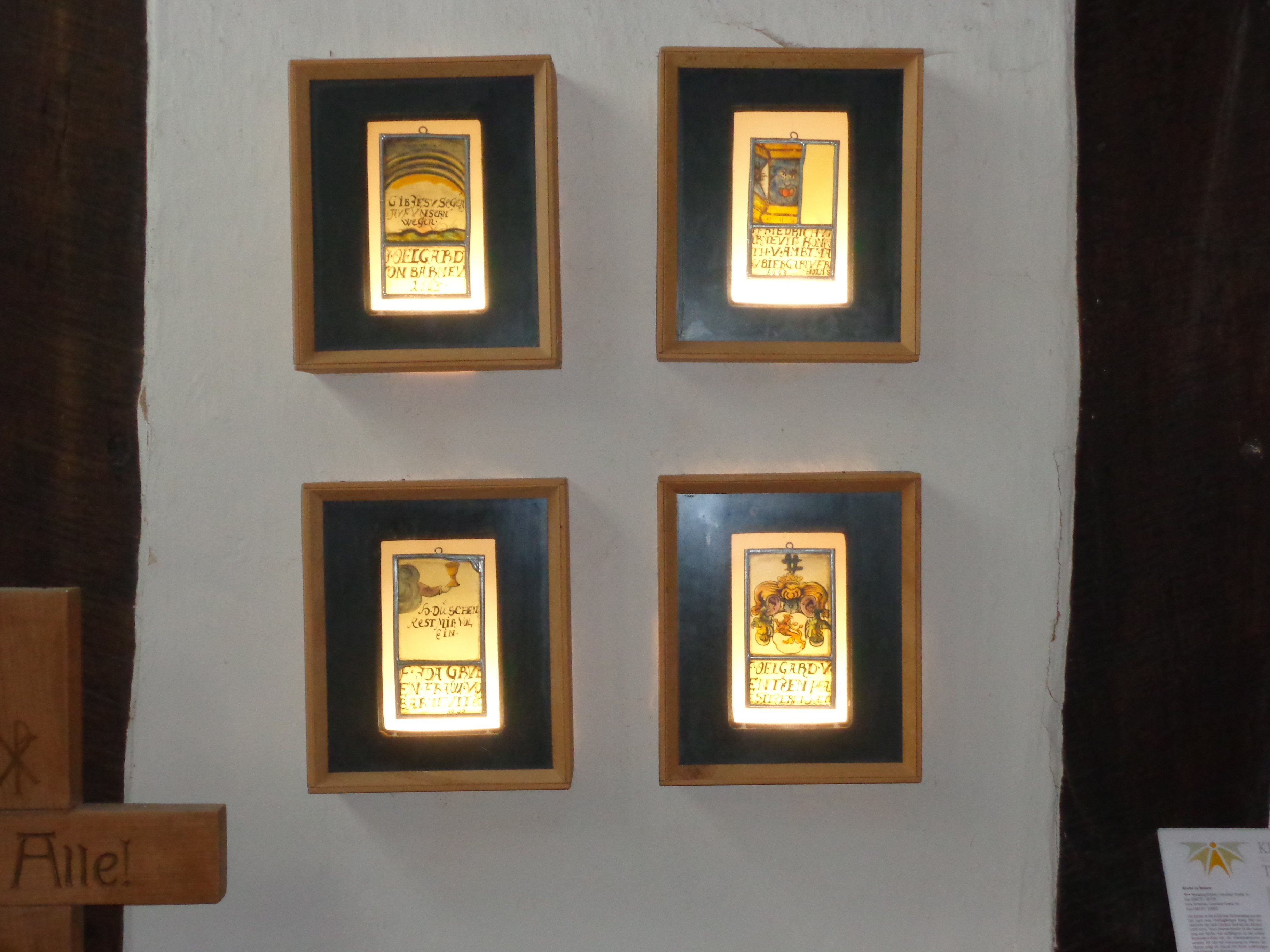
Gorgeliner Kirchenfenster
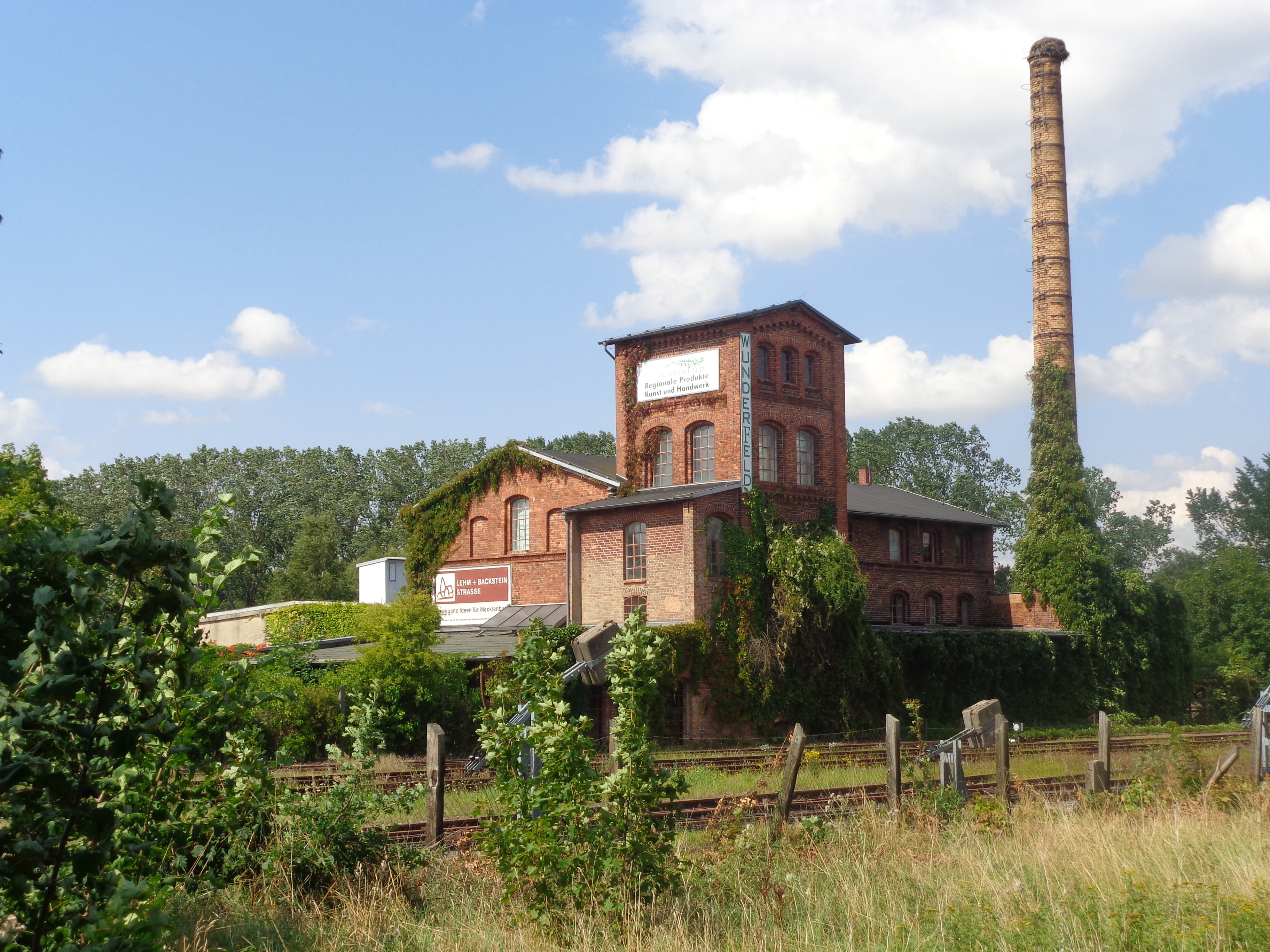
F.A.L.  Verein zur Förderung angemessener Lebensverhältnisse

Seit 2006 gibt es das Gartenkino Wangelin des Landesverbandes Filmkommunikation Mecklenburg-Vorpommern, im Sommer auch als Freiluftkino.

## Wirtschaft und Infrastruktur

### Wirtschaft
- Ganzlin Beschichtungspulver GmbH, Hersteller umweltfreundlicher Trockenlacke
- Solarpark Ganzlin: Ende 2018 wurde der Betrieb im ehemaligen Kieswerk Ganzlin eingestellt. Im Nachgang wurde die bereits ausgekieste Fläche bearbeitet und mehr als 1 Million Kubikmeter Erde und Sand bewegt, um eine einheitliche Oberfläche zu schaffen.[14] Nach dem Abschluss dieser Arbeiten wurde die Finanzierung für das 48 Millionen Euro teure Projekt Solarpark Ganzlin (Photovoltaikanlage Kieswerk Ganzlin) gesichert und mit dem Aufbau von 165.000 einzelnen Photovoltaikmodulen auf einer Fläche von 50 Hektar eine Leistung von ca. 65 Megawatt erstellt.[15]

### Verkehr
Durch die Gemeinde führen die Bundesstraße 103 und die B 198. Die Bundesautobahn 24 (zirka 15 km) ist über die Anschlussstelle Meyenburg und die A 19 (17 km) über die Anschlussstelle Röbel erreichbar. Bei Ganzlin mündet die stillgelegte Bahnstrecke von Röbel in die Bahnstrecke Güstrow–Meyenburg.

### Sport
Alljährlich findet in Ganzlin das Bürgermeister-Jochen-Koch-Turnier mit internationaler Beteiligung von über hundert Volley- und Beachvolleyballteams statt.